# Casa de Cabrera

Escudo de Armas de Bernat IV de Cabrera

La casa de Cabrera fue una importante dinastía catalana. Comenzó a gobernar el vizcondado de Gerona, que luego pasaría a denominarse vizcondado de Cabrera, así como el vizcondado de Ager, el condado Siciliano de Modica y el condado de Urgel.

## Origen

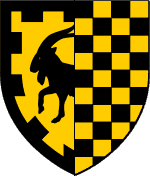
Escudo de Armas de Cabrera-Urgell

La dinastía tiene su origen en el castillo de Cabrera en Santa María de Corcól, una villa en la comarca natural conocida como Cabrerès, Osona. El primer gobernante documentado fue Gausfredo de Cabrera en 1002. Su hijo Guerau I de Cabrera se casó con Ermessenda de Montsoriu, (hija del vizconde de Gerona) Amat de Montsoriu. De esta manera el linaje de Cabrera unificó y gobernó el vizcondado de Gerona, antes conocido como el vizcondado de Montsoriu.
En 1335 el vizcondado de Bas pasó por herencia a los Cabrera, incorporando a sus dominios la Vall d'en Bas, Riudaura, la Garrocha. El condado de Osona, que comprendía la Plana de Vich, fue donado por el rey Pedro IV de Aragón a Bernardo III de Cabrera.
Se incorporaron luego el condado de Muòrica, el vizcondado de Ager y el condado de Urgel. Este último fue herededo de Aurembiaix, condesa de Urgel, en 1231, luego dado a los condes de Barcelona en 1314.

## Los vizcondes de la casa de Cabrera

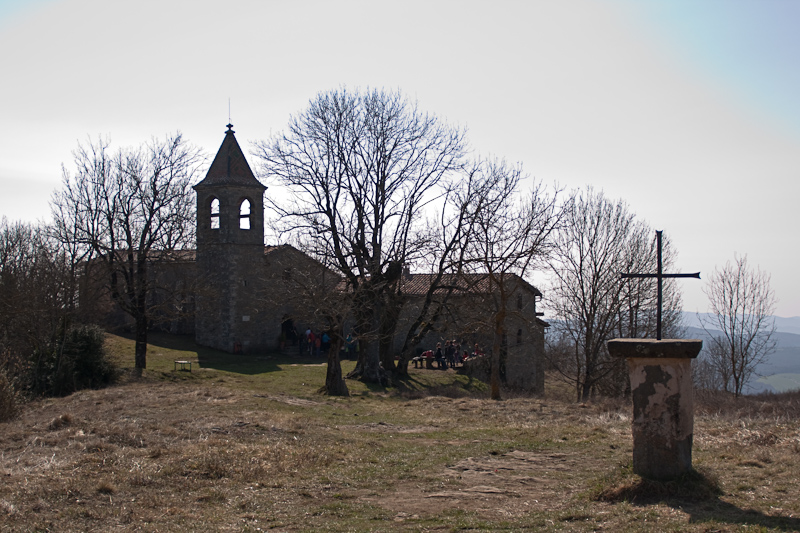
Santuario de Cabrera cerca de Santa María de Corcó.

- IX vizcondesa de Gerona (circa 1017 - circa 1050): Ermesenda de Montsoriu.
- X vizconde de Gerona y Cabrera (circa 1050 - circa 1105): Ponce I de Cabrera, hijo de la anterior y de Giraldo I, señor de Cabrera, casado con Ledgarda, hija de Arnal Mir de Tost, señor de Ager.
- XI vizconde de Cabrera (circa 1105 - 1132): Giraldo II de Cabrera, hijo del anterior.
- XII vizconde de Cabrera (1132 - 1162): Ponce Giraldo de Cabrera, hijo del anterior, casado con Sancha Núñez y con María Fernández de la Casa de Traba.
- XIII vizconde de Cabrera (1162 - 1180), Giraldo de Cabrera, hijo del anterior y de su primera esposa, casado con Berenguela de Queralt.
- XIV vizconde de Cabrera (1180 - 1199), Ponce III de Cabrera, hijo del anterior, casado con Marquesa de Urgel, hija de Ermengol VII de Urgel y Dulce de Foix.
- XV vizconde de Cabrera (1199 - 1228), Giraldo IV de Cabrera, hijo del anterior, casado con Elo Pérez de Castro.
- XVI vizconde de Cabrera (1228 - 1242), Giraldo V de Cabrera, hijo del anterior.
- XVII vizconde de Cabrera (1242 - 1278), Giraldo VI de Cabrera, hijo del anterior.
- XVIII vizconde de Cabrera (1278 - 1328), Marquesa de Cabrera, hija del anterior.
- XIX vizconde de Cabrera (1328 - 1332), Bernardo I de Cabrera, primo hermano de la anterior.
- XX vizconde de Cabrera (1332 - 1343), Bernardo II de Cabrera, hijo del anterior.
- XXI vizconde de Cabrera (1343 - 1349), Ponce IV de Cabrera, I hijo del anterior.
- XX vizconde de Cabrera (1349 - 1350): Bernardo II de Cabrera, padre del anterior (restaurado en su dignidad).
- XXII vizconde de Cabrera (1350 - 1368), Bernardo III de Cabrera, II hijo del anterior.
- XXIII vizconde de Cabrera (1373 - 1423), Bernardo IV de Cabrera, hijo del anterior.
- XXIV vizconde de Cabrera (1423 - 1466), Bernardo V de Cabrera, hijo del anterior.
- XXV vizconde de Cabrera (1466 - 1474), Juan I de Cabrera, hijo del anterior.
- XXVI vizconde de Cabrera (1474 - 1477), Juan II de Cabrera, hijo del anterior.
- XXVII vizconde de Cabrera (1477 - 1526), Ana I de Cabrera, hermana del anterior.
- XXVIII vizconde de Cabrera (1526 - 1565), Ana II de Cabrera, sobrina de la anterior. Su esposo Luis Enríquez y Girón, II Duque de Medina de Rioseco, adoptó el nombre Luis Enríquez de Cabrera.
- Enríquez de Cabrera sobrino del anterior
- Luis Enríquez de Cabrera